# Bombardamento di Marsiglia (1944)
Il bombardamenti americano di Marsiglia fu un bombardamento strategico effettuato il 27 maggio 1944 al centro della città di Marsiglia da sette ondate di bombardieri statunitensi e canadesi, che provocarono ingenti vittime tra la popolazione civile: ben 4.512 morti e feriti e più di 20.000 sfollati.
Le bombe danneggiano il centro cittadino, provocano ingenti perdite tra la popolazione civile ma non toccano nemmeno il porto e le installazioni militari.

## I bombardamenti
Il 27 maggio 1944, alle ore 10.50, arrivando da 4 o 5.000 metri d'altitudine, sette ondate di bombardieri americani e canadesi sganciarono più di 800 bombe da 250 a 500 chili sul centro della città.
Gli Alleati cominciarono a sbarcare sulle coste provenzali a partire dal 15 agosto 1944.
Il 21 agosto 1944, l'esercito tedesco mise fuori uso tutte le strutture portuali e militari prima di lasciare la città. Il 23 agosto 1944, le truppe francesi, comandate dal generale de Montsabert, entrarono in città e presero possesso della Rue de Rome a Belle-de-Mai.

## Bilancio
Le bombe cadute sulla città causarono 1.752 morti, 2.761 feriti, più di 20.000 sfollati e uccisero circa 50 soldati tedeschi.
La distruzione più importante fu al centro della città, dalla Rue de Rome alla Belle-de-Mai.